# Hieracium mosenii
Hieracium mosenii es una especie de planta con flor del género Hieracium, de la familia Asteraceae, orden Asterales.

## Distribución
Hieracium mosenii se distribuye por Brasil y Argentina.

## Taxonomía
Fue descrita científicamente por Malme.